# Callicebus oenanthe
Titi des Andes
Espèce
Statut de conservation UICN

 CR A2cd : 
En danger critique
Statut CITES
Le Titi des Andes (Callicebus oenanthe) est un singe du Nouveau Monde de la famille des pithécidés.

## Distribution et habitat

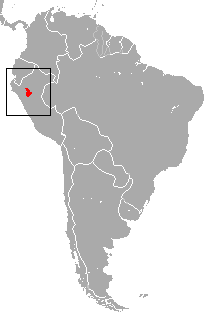
Répartition géographique du titi des Andes en Amérique du Sud.

Cette espèce est endémique du Pérou.

## Menaces et conservation
Cette espèce est incluse depuis 2012 dans la liste des 25 espèces de primates les plus menacées au monde.